# Otis Young
Otis Young est un acteur et un pasteur chrétien pentecôtiste américain né à Providence (État de Rhode Island) le 4 juillet 1932 et mort à Los Angeles le 12 octobre 2001.

## Biographie
Engagé chez les Marines à 17 ans, il participe à la guerre de Corée. Démobilisé, il se lance dans la carrière artistique et devient un acteur connu dans de nombreuses pièces jouées Off-Broadway à New York.
Dans les années 1968-1969, c'est son rôle dans la série Les Bannis qui le fait connaître auprès du public et lui apporte la notoriété.
Otis Young abandonne le métier de comédien au début des années 1980.
Il va étudier la théologie au Life Bible College à Los Angeles et obtient un Bachelor of Arts en 1983. Il est ordonné pasteur puis devient pasteur principal d'Elim Foursquare Church (Église Foursquare) à Rochester, New York, en 1986 jusqu’en 1988.
Il enseigne, en 1989, au poste de professeur de communication et chef du département d'art dramatique au Monroe Community College à Rochester dans l'État de New York. Il y demeure jusqu'à sa retraite en 1999.
Otis Young meurt le 12 octobre 2001 à l’âge de 69 ans.

## Filmographie
Au cinéma
- 1973 : La Dernière Corvée (The Last Detail), de Hal Ashby
- 1980 : La Plage sanglante (Blood Beach), de Jeffrey Bloom

À la télévision
- 1968-1969 : Les Bannis (The Outcasts) (série)
- 1975 : Columbo : Jeu d'identité (Identity Crisis) (série) : Lawrence Melville